# Адамово (Журомінський повіт)
Адамово (пол. Adamowo) — село в Польщі, у гміні Бежунь Журомінського повіту Мазовецького воєводства.
Населення — 54 особи (2011).
У 1975-1998 роках село належало до Цехановського воєводства.

## Демографія
Демографічна структура станом на 31 березня 2011 року:
|          | Загалом | Допрацездатний вік | Працездатний вік | Постпрацездатний вік |
| -------- | ------- | ------------------ | ---------------- | -------------------- |
| Чоловіки | 26      | 6                  | 16               | 4                    |
| Жінки    | 28      | 3                  | 14               | 11                   |
| Разом    | 54      | 9                  | 30               | 15                   |